# Túria
|  | Per a altres significats, vegeu «Túria (desambiguació)». |

El Túria és un riu mediterrani de 241 km que naix a la província de Terol, passa per les localitats aragoneses d'Albarrasí i Terol, volta cap al sud-est fins a Ademús i Santa Creu de Moia, volta cap al sud-oest passant per Xulella i Riba-roja de Túria i desemboca a la ciutat de València. Al llarg del seu recorregut rep diversos noms: neix com a Guadalaviar, esdevé Río Blanco i desemboca com a Túria.

## Toponímia
El riu naix a l'Aragó amb el nom de Guadalaviar, que prové de l'àrab wadi al-abyad 'riu blanc'. A la ciutat de Terol conflueix amb el riu Alfambra, i muda de nom per anomenar-se Túria. Al seu pas pel Racó d'Ademús i la comarca de Serrans rep el nom de Río Blanco, una antiga traducció de l'àrab Guadalaviar. En entrar dins l'Horta torna a cobrar el nom de Túria, amb el qual desemboca.
Ja a l'antiguitat el riu rebia el nom de Turia, segons que tenim documentat per autors com Sal·lusti, Plini el Vell, Pomponi Mela i Claudi Ptolemeu. També el menciona l'Ora marítima, una composició geogràfica en vers força tardana però basada parcialment en el Periple Massaliota, una obra perduda del segle vi aC:
| «                 | […] I no lluny de la separació d'aquest riu, el riu Tiri envolta la ciutadella de Tiris [...] | » |
| — Rufus Fest Aviè |                                                                                               |   |

El topònim és clarament preromà, i probablement ibèric, però no sembla possible postular-ne cap etimologia. Amb l'ocupació musulmana de la Península, els musulmans batejaren el riu com a Wari al-Abyad, però aquest nom només degué quallar a la part alta del curs del riu, on s'adaptà com a Guadalaviar, de manera que es preservà l'antic nom a la part baixa, mentre que al seu curs mitjà hom feu un calc de l'àrab, tot resultant-ne Río Blanco.

## Hidrografia

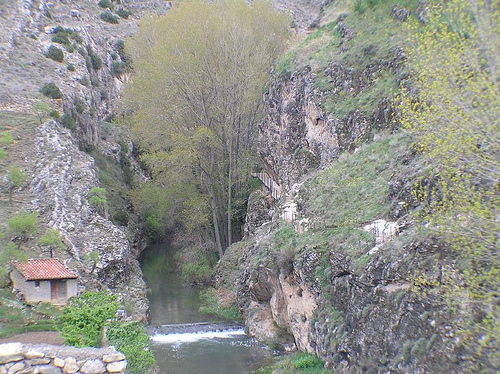
El Túria, a la serra d'Albarrasí, província de Terol

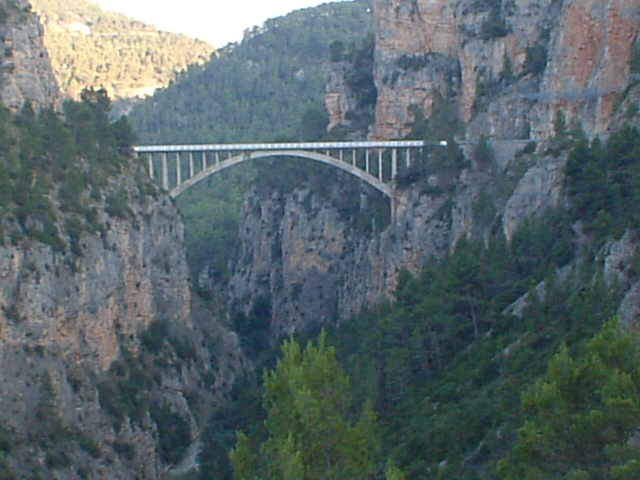
Pont sobre el Riu Túria al seu pas per Santa Cruz de Moya

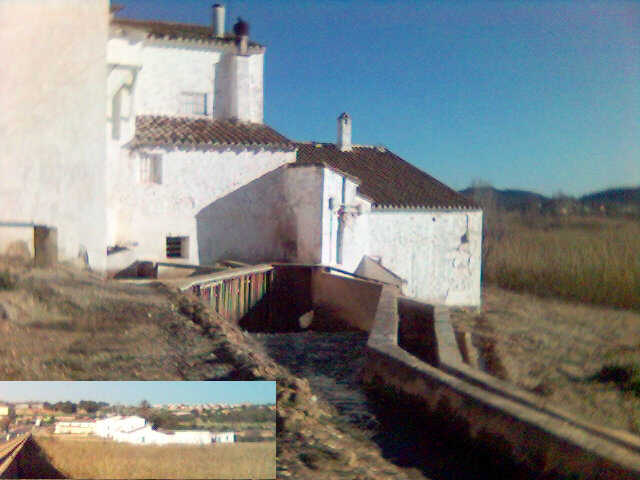
Molí d'aigua, aprofitant el pas del riu (Vilamarxant)

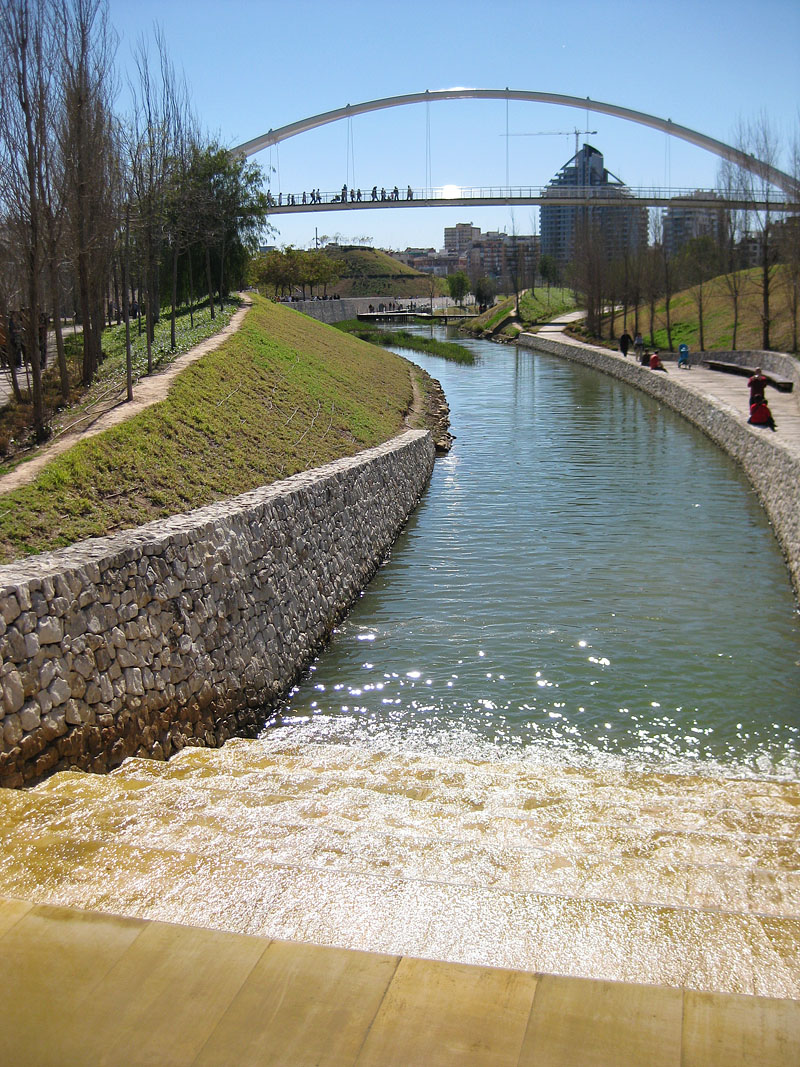
Recreació del riu Túria al seu pas per l'assut al parc de Capçalera

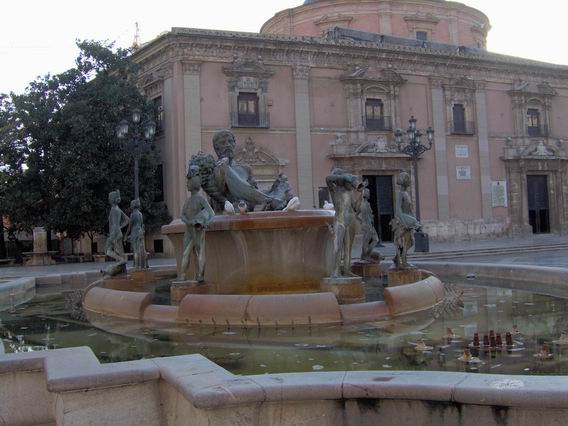
Monument al Túria a València

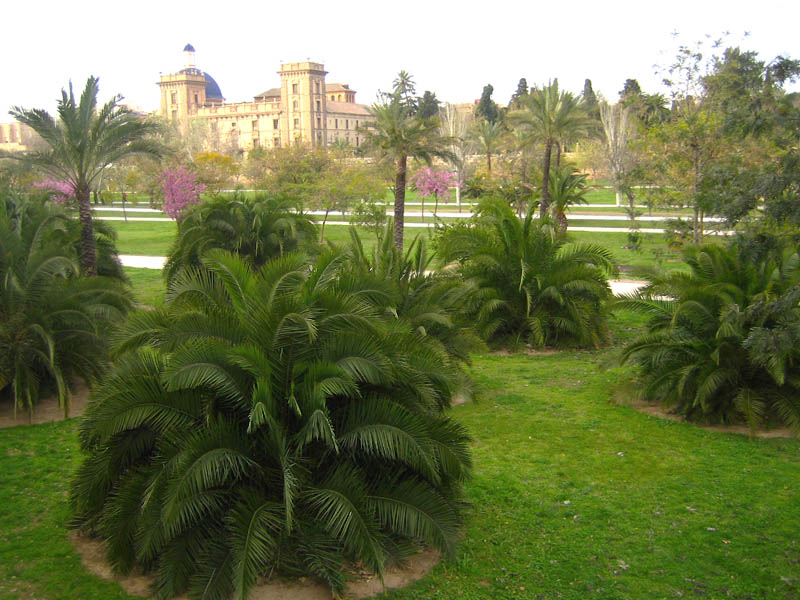
Jardí del Túria a València

És un típic riu mediterrani, amb variacions importants de cabal al llarg de l'any. Pren l'aigua majorment de torrents i rambles creats per desgelades a la zona del naixement i per les fortes tempestes produïdes a la conca. El seu cabal és escàs i irregular (14 m³/s a Vilamarxant); això no obstant, les seues aigües reguen el Camp de Túria i l'Horta de València. El 1957es va desbordar (gran riuada de València) amb un cabal de 3.700 m³/s. Causà moltes destrosses i pèrdues humanes a la ciutat de València i, com a conseqüència, se'n va desviar el curs pel sud de la ciutat ampliant la seua capacitat a 5.000 m³/s. Riu amunt, als Serrans, es construí un embassament anomenat "del Generalísimo" amb la mà d'obra dels presos republicans de la Guerra Civil espanyola. Avui en dia, el coneixem com embassament de Benaixeve.
El curs fluvial presenta dos grans trams: un primer tram aniria des del naixement fins a Xulella, amb caràcter muntanyenc, i a on desemboquen quasi tots els seus tributaris; és també la part que menys profit trau del riu, encara reduït, però sobretot inaccessible en bona part del seu recorregut. Des de Xestalgar comença a eixamplar-se la seua vall, per la qual cosa, podríem distingir un segon tram entre Xestalgar i la costa, on el riu discorre més pla i, en conseqüència, s'aprofita per al regadiu dels cítrics.

## Curs
El vell llit del Túria, pel qual ja no passa l'aigua, recorre d'oest a est la ciutat de València i és hui en dia un jardí conegut com a Jardí del Túria. En aquest llit, es troben el palau de la Música de València i la Ciutat de les Arts i les Ciències de València.
Rep els rius Garganta, Alfambra, Camarena, Riodeva, Bohilgues, Ebrón, Arcos, riu Reatillo, riu Toixa, rambla d'Artaix, rambla de la Escorihuela. És embassat a Arquillo de San Blas (22 hm³), els Alcamines (en construcció, 17 hm³), Benaixeve (228 hm³) i Loriguilla (71 hm³).

### Aragó
El naixement del riu és a la Muela de San Juan, als monts Universals de l'Aragó. Les seues aigües provenen de la serra de Tremedal i la serra de Jabalón. A Tramacastilla, recull les aigües del riu Garganta.
Passa pel poble turístic d'Albarrasí fins a Terol. Al pas del riu per les serres d'Albarrasí es cria una truita autòctona. A Terol, rep les aigües de l'Alfambra, un dels seus principals tributaris. Si riu amunt se'n diu Guadalaviar, a partir d'aquesta ciutat s'anomena Túria o río Blanco. A Villel, hi conflueixen el Túria i el Camarena abans d'eixir d'Aragó.

### País Valencià
Entra al País Valencià pel Mas de Jacinto, Torre Baixa al Racó d'Ademús, i rega els camps de pomes d'Ademús. Al Racó, petit enclavament de la província de València, té com a tributaris els rius Riodeva, Ebrón i Boïlgues. Passa als Serrans tot travessant un tros petit de la província de Conca, Santa Cruz de Moya, on arreplega les aigües salines del riu Arcos. Just després de passar el llogaret de las Rinconadas, passa de nou al País Valencià, transcorre davall un viaducte construït a mitjan segle xx.
Als Serrans, l'orografia és molt accidentada i fa difícil l'aprofitament del riu. Tanmateix, és ací que trobem l'embassament de Benaixeve i el canal de Túria (abans canal del Generalísimo), que és destinat al reg dels camps de Llíria, Casinos i Bétera. A l'alçada de Xulella, el riu es troba amb els afluents torrencials Sot i Xera, i forma l'embassament de Loriguilla i, més avall, un congost impressionant.
A partir de Xestalgar, abasteix el regadiu de més de 12.000 ha a les comarques del Camp de Túria i l'Horta. A l'altura de Llíria, rep les aigües de la rambla Castellarda.
Hi ha diversos projectes sobre aquesta zona, tant d'urbanització com de protecció de l'entorn. Un d'aquests és el Parc Natural del Túria, creat el 2007 i encara pendent d'un marc legal concret, però que es preveu com un dels parcs naturals urbans més grans. Abasta els 15 termes municipals per on passa el Túria, des de Pedralba fins a la ciutat de València, passant per Xest, Vilamarxant, Lliria, Benaguasil, Sant Antoni de Benaixeve, la Pobla de Vallbona, l'Eliana, Riba-roja, Paterna, Manises, Quart de Poblet i Mislata. És a Mislata que trobem un altre parc urbà, el parc de la Capçalera, i seguidament al terme de València el Jardí del Túria. Mentrestant, la llera nova del Túria transcorre al sud, deixant València al nord i Xirivella i diverses pedanies de València al sud. Desemboca a la mar just al sud del port de València, a Pinedo.
Arran de la gran riuada de València, va dur-se a terme el Pla Sud, pel qual es va construir una nova desembocadura per al riu al seu pas per la ciutat de València. Al llit de l'antic riu es va construir el Jardí del Túria.

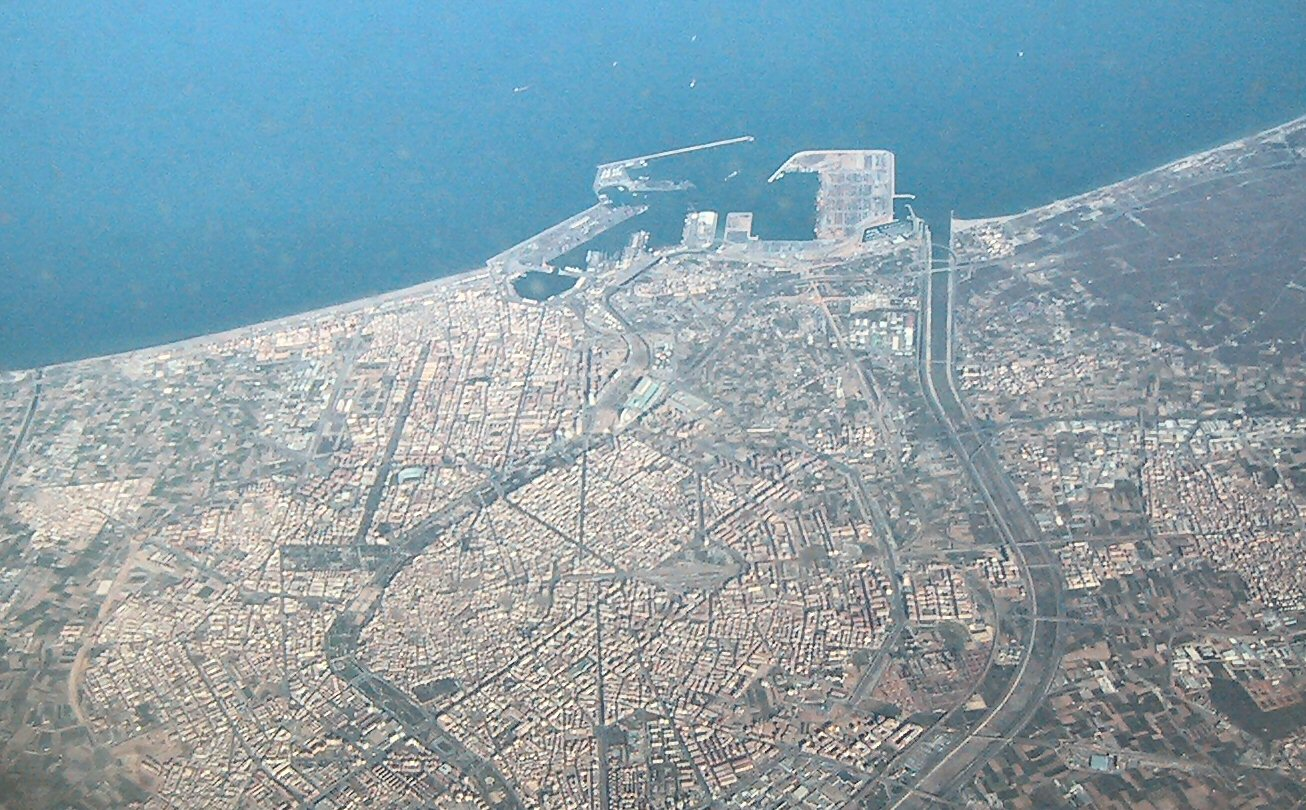
Foto aèria de la ciutat de València amb les lleres vella i nova a l'esquerra i la dreta, respectivament